# Affaire Cécile Combettes
Pour les articles homonymes, voir Combette.
L'affaire Cécile Combettes est une affaire criminelle française concernant la tentative de viol, suivie du meurtre d'une jeune fille, Cécile Combettes, à Toulouse, le 16 avril 1847. Elle prend une certaine importance dans l'opinion publique toulousaine, à cause de la personnalité de l'accusé, un religieux, dans un contexte de poussée de l'anticléricalisme.

## Déroulement
Cécile Combettes a 14 ans lorsque son corps est retrouvé le 16 avril 1847 dans le cimetière de Saint-Aubin (emplacement de l'actuelle église Saint-Aubin, no 45 rue Pierre-Paul-Riquet), contre le mur jouxtant le couvent des Frères des écoles chrétiennes de Toulouse (emplacement de l'actuel siège de la Caisse primaire d'assurance maladie Riquet, no 24 rue Pierre-Paul-Riquet). La veille au matin de sa disparition, elle avait livré des corbeilles de livres chez les frères avec son patron, relieur, et une jeune collègue. En repartant, personne ne s’était étonné outre mesure de l’absence de Cécile.
Le relieur est d'abord soupçonné, mais l'enquête met en cause Louis Bonafous, en religion frère Léotade. Le 4 avril 1848, il est condamné aux travaux forcés à perpétuité pour tentative, de viol et meurtre par la cour d'assises de Toulouse. Son pourvoi en Cassation est rejeté. Il meurt au bagne de Toulon deux ans et demi plus tard, le 27 janvier 1850. 
L'instruction et le procès sont menés essentiellement à charge, dans un climat anticlérical passionné. Un avocat témoin du procès, Jean Cazeneuve, convaincu de l'innocence du frère, rédige cinq mémoires entre 1848 et 1856 pour sa réhabilitation. Mettant en cause l'impartialité du président du tribunal et l'acharnement de l'avocat général, il fait trois mois d'emprisonnement pour diffamation.
Le véritable coupable est peut-être Jean-Joseph Aspe, en religion frère Ludolphe, également des Écoles chrétiennes et qui était le cuisinier du couvent au moment des faits. Il aurait avoué son forfait au curé de Miglos et ce dernier en mourant en aurait confié le secret à l'évêque de Pamiers. Par la suite, Jean-Joseph Aspe est condamné au bagne, mais pour un autre crime, commis en 1866, sans avoir consenti à se charger du premier forfait. Ainsi, Jean-Joseph Aspe n'ayant pas fait d’aveux publics, Léotade n'est jamais réhabilité.